# Дискриминация в Японии
Дискриминация в Японии  в японских источниках обозначается словом «сабэцу» (差別). Однако этот термин обозначает также явления, которые скорее относятся к оскорблениям личности. Помимо дискриминации при трудоустройстве, получении образования или вступлении в брак, к «сабэцу» относятся такие явления, как анонимная рассылка писем дискриминационного содержания, массированные интернет-атаки на некоторые сайты и почтовые адреса, дискриминационные анонимные высказывания на общедоступных ресурсах в Интернете, расклеивание оскорбительных надписей вокруг какого-то конкретного дома, в котором проживают, например, уроженцы посёлка бураку.
Явления второй группы не являются дискриминацией в прямом смысле этого слова, однако совершенно необходимы для более полного видения обстановки, существующей в Японии в связи с рассматриваемой проблемой.
В Японии в настоящее время существует несколько видов дискриминации, к которым относятся дискриминация по национальным и половым признакам, дискриминация по традиционной профессиональной принадлежности (дискриминация так называемых буракуминов), дискриминация лиц с психическими расстройствами.
В 2006 г. докладчик ООН по расизму и ксенофобии Д. Дьен в своём докладе о Японии выделил три вида групп, против которых направлены расовая дискриминация и ксенофобия:
- национальные меньшинства (буракумины, айны и жители Окинавы);
- выходцы из бывших японских колоний (Кореи и Китая);
- иностранцы и мигранты из других стран.

## Участие Японии в антидискриминационных договорах
Данные на сентябрь 2010 года:
- Международная конвенция о ликвидации всех форм расовой дискриминации — присоединение в 1995 году, декларация о допуске индивидуальных жалоб не сделана.
- Конвенция о ликвидации всех форм дискриминации в отношении женщин — ратифицирована в 1985 году.
  - Факультативный протокол к «Женской конвенции» — не подписан.
- Конвенция о борьбе с дискриминацией в области образования — не участвует.
  - Факультативный протокол к КДО — не участвует.
- Конвенция о правах инвалидов — не участвует.
  - Факультативный протокол к КПИ — не участвует.
- Конвенция 1951 года о равном вознаграждении (МОТ № 100) — ратифицирована в 1967 году.
- Конвенция 1958 года о дискриминации в области труда и занятий (МОТ № 111) — не участвует.

## Дискриминация буракуминов
Буракумины (яп. 部落民) — группа дискриминируемого населения Японии, жители особых посёлков, представители которой являются этническими японцами. Такой вид дискриминации традиционно связывается с видами труда, которые вызывают «ритуальную нечистоту». Подобные группы населения существуют в Индии, Непале и Пакистане, где они называются «далиты». Дискриминация по отношению к ним связана с их традиционными видами занятости, такими как ассенизация территории деревни, утилизация трупов животных, и забой скота. Из-за религиозных представлений о «ритуальной нечистоте» далиты исключались из социальной жизни общины и на протяжении многих периодов истории страны подвергались дискриминации, эта ситуация остаётся актуальной до сих пор. Они не имеют возможности попасть в хорошую школу, университет, найти стабильную работу и даже не могут заключить брак с человеком, которого любят, если он является «обычным» японцем.
Большинство жителей Японии отрицают факт существования дискриминации, несмотря на все свидетельства, постоянно открывающиеся случаи массовых увольнений и прочих инцидентов, связанных с дискриминацией. При этом существует совершенно официальная статистика, в соответствии с которой в Японии проживают 1 млн. 200 тыс. буракуминов в 4400 поселениях бураку. Институт изучения освобождения бураку и прав человека приводит данные в 3 млн человек и 6000 поселений.
Проблема дискриминации буракуминов носит название Бураку-мондай (яп. 部落問題), или «дова мондай» (яп. 同和問題) — проблема «уравнения».
Некоторые западные и японские исследователи делят дискриминацию буракуминов на тяжёлую и легкую. В своих работах Китагути и Маклохлэн указывают на то, что более низкое материальное положение жителей поселков бураку, худшее по сравнению с обычными районами состояние дорог, коммуникаций и публичных учреждений можно отнести к лёгкой дискриминации; к тяжёлой же дискриминации относятся социально-психологические предубеждения, которые выражаются в форме дискриминации при трудоустройстве, получении образования и вступлении в брак.
Что же касается причин, которыми часто руководствуются японцы при дискриминации буракуминов, тратят время и деньги на расследования личных данных работников и соискателей, то исследователи выделяют следующие:
1. на буракуминов смотрят свысока, их присутствие скажется губительно на имидже компании (семьи)
2. отсутствие буракуминов на предприятиях необходимо для поддержания гармонии среди работников, которые сами могут подвергнуть буракумина дискриминационному отношению
3. отсутствие буракуминов гарантирует отсутствие проблем с Лигой освобождения бураку, в которую в случае увольнения может обратиться любой буракумин[3].

### Дискриминация при трудоустройстве
В соответствии с пунктом 3 Основного Закона о труде, недопустима дискриминация по причине национальности, пола или социального статуса. 14 пунктом конституции Японии населению гарантируется равенство перед законом, а 22 пунктом свобода выбора профессии. Однако в современной Японии не существует законодательства, ограничивающего дискриминацию при приёме на работу. Дискриминация при трудоустройстве проявляется в нежелании руководства предприятий принимать на работу жителей или уроженцев поселков бураку, несмотря на личностные качества, образование и квалификацию соискателя. Для её осуществления применяются запрещённые законом расследования личных данных нанимаемых, в формы обязательные для заполнения при подаче заявления соискателем присутствуют такие вопросы, которые помогают выяснить происхождение соискателя. Для этих же целей работодатели, нарушая закон, тратят огромные суммы на приобретение текстов «полного списка поселений бураку», составленного на основе списков посемейной переписи «косэки». Дискриминация может быть как прямой — в случае, когда работодатель открыто заявляет об отказе в приёме на работу по причине того, что соискатель является жителем или уроженцем поселения бураку; так и непрямой — в случае, когда человек подвергается дискриминации на рабочем месте со стороны начальства или коллег
.
Дискриминация при трудоустройстве имеет важные последствия, влияющие на всю структуру жизни поселений бураку, их жителей и уроженцев. До принятия антидискриминационных законов, в посёлках бураку основным видом занятости была поденная работа, торговля вразнос и другие варианты неквалифицированного труда. Процент занятости среди населения поселков бураку был низок среди всех возрастных групп, кроме 15-24-летних мужчин и женщин в возрасте от 25 до 64 лет. Высокий процент занятости среди мужчин 15 — 24 лет объясняется тем, что среди них мало поступивших в старшую школу и университеты, но многие трудоустроены. С другой стороны, низкий процент занятости среди женщин 15 — 24 лет объясняется тем, что небольшой процент девушек поступает в старшую школу или в вуз, они начинают работать в раннем возрасте и поэтому рано выходят замуж, и из-за рождения и ухода за детьми высок процент неработающих женщин этого возраста. Низкий процент занятости среди мужчин от 25 лет и старше вызван увеличением безработицы, высокий же процент занятости среди женщин 25 — 64 лет вызван тем, что женщины устраиваются на работу для того, чтобы компенсировать низкий доход главы семьи. В противоположность этому, низок процент занятости среди представителей обоих полов 65 лет и старше, что объясняется, вероятно, влиянием ухудшения физического состояния пожилых людей:
|                 | Мужчины | Мужчины         | Женщины | Женщины         |
|                 | Яда     | районы г. Осака | Яда     | районы г. Осака |
| --------------- | ------- | --------------- | ------- | --------------- |
| 15 – 24 года    | 82,0%   | 74,8%           | 52,2%   | 58,8%           |
| 25 – 34 года    | 89,3%   | 96,2%           | 40,6%   | 32,0%           |
| 35 – 44 года    | 95,6%   | 97,0%           | 65,5%   | 35,6%           |
| 45 – 54 года    | 90,9%   | 95,7%           | 44,3%   | 33,7%           |
| 55 – 64 года    | 75,0%   | 82,7%           | 26,7%   | 22,1%           |
| 65 лет и старше | 20,0%   | 47,4%           | 3,3%    | 8,5%            |

Что же касается разделения по профессиям, то особенностью поселков бураку того периода было большое количество людей, занятых в частом бизнесе и очень небольшое количество наёмных рабочих:
|                        |                        | Мужчины | Мужчины       | Женщины | Женщины |
| Яда                    | Хигасисумиёси          | Яда     | Хигасисумиёси |         |         |
| ---------------------- | ---------------------- | ------- | ------------- | ------- | ------- |
| Всего трудоустроенных  | Всего трудоустроенных  | 438     | 78 590        | 261     | 32 957  |
| Частный бизнес         | Сельское хозяйство     | 5,3     | 2,8 %         | 3,1 %   | 1,9 %   |
| Частный бизнес         | Надомная работа        | 1,6     | 1,2 %         | 29,1 %  | 5,0 %   |
| Частный бизнес         | Торговля вразнос       | 31,5    | 18,2 %        | 13,4 %  | 19,9 %  |
| Частный бизнес         | другое                 | 18,0    | 18,2 %        | 10,0 %  | 19,9 %  |
| наёмные рабочие        | наёмные рабочие        | 39,5    | 78,8 %        | 39,8 %  | 73,2 %  |
| другое                 | другое                 | 0,5     | -             | -       | -       |
| Затруднились с ответом | Затруднились с ответом | 3,7     | 0,0 %         | 4,6 %   | 0,0 %   |

Кроме того, среди жителей поселков бураку чрезвычайно небольшой процент работающих в областях, требующих специального образования и навыков:
|                                                                                                   | мужчины       | мужчины | женщины       | женщины |
| Сумиёси                                                                                           | Район Сумиёси | Сумиёси | Район Сумиёси |         |
| ------------------------------------------------------------------------------------------------- | ------------- | ------- | ------------- | ------- |
| Всего трудоустроенных                                                                             | 328           | 93 857  | 133           | 42 512  |
| Профессии, требующие специальных и технических навыков                                            | 1,5           | 5,0     | 0,8           | 6,8     |
| Управляющие на производстве                                                                       | 0,9           | 6,2     | -             | 0,4     |
| Офисные работники                                                                                 | 4,6           | 15,3    | 12,8          | 28,9    |
| Занятые в сфере торговли                                                                          | 21,0          | 18,0    | 18,8          | 20,6    |
| Занятые в обслуживающей сфере                                                                     | 4,6           | 4,3     | 21,8          | 16,9    |
| Охрана общественного порядка                                                                      | 0,6           | 1,4     | -             | 0,0     |
| Занятые в сельском хозяйстве, деревообрабатывающей промышленности, рыболовстве                    | —             | 0,6     | —             | 0,4     |
| Занятые в транспортной сфере, сфере связи                                                         | 10,4          | 5,6     | 0,8           | 2,2     |
| Рабочие занятые в мастерских, в разработке полезных ископаемых, на производстве и в строительстве | 52,7          | 43,7    | 39,1          | 23,8    |
| Затруднились с ответом                                                                            | 3,7           | 0,0     | 6,0           | 0,0     |

С наступлением периода высоких темпов экономического роста в Японии, изменилась и структура занятости в посёлках бураку. В этот период даже среди буракуминов коэффициент предложения работы был достаточно высок. Если в 1955 г. коэффициент предложения работы для выпускника средней школы составлял 0,95, а для выпускников старшей школы 0,72, то в 1962 г. он составил соответственно 2,92 для выпускников средней школы и 2,73 для выпускников старшей школы
.
Однако изменений структуры занятости среди более старшего поколения (от 30 лет), занятого в поденном труде, изменений не произошло. Предприятиям требовались рабочие, которых можно было нанять за низкую зарплату, и которые были бы восприимчивы к технологическим новшествам на производстве (главным образом только что окончившие школу люди), но (предприятия) не нанимали работающих разнорабочими 30-40-летних. Заметно возрастает в посёлках бураку процент 15-29-летних людей, занятых офисной работой, занятых же в мастерских среди 15-29-летних стало меньше (кроме г. Яда). В случае же с г. Яда, считается, что так как сократилось количество людей 15-29 лет занятых в сфере торговли, большое количество молодых людей, ранее занятых в торговле вразнос, стали работать на заводах:
|                 |         | Общее число занятых | Работа требующая специальных и технических навыков | Офисная работа | Работа в сфере торговли | Работа в сфере транспорта или связи | Работа в мастерских |
| --------------- | ------- | ------------------- | -------------------------------------------------- | -------------- | ----------------------- | ----------------------------------- | ------------------- |
| Икуэ 1967 г.    | 15-29л. | 275                 | 2,2 %                                              | 9,1 %          | 12,0 %                  | 9,8 %                               | 53,5 %              |
| Икуэ 1967 г.    | 30-59л. | 371                 | 2,2 %                                              | 4,7 %          | 19,6 %                  | 5,7 %                               | 63,7 %              |
| Сумиёси 1967 г. | 15-29л. | 207                 | 1,9 %                                              | 12,6 %         | 13,5 %                  | 8,7 %                               | 47,3 %              |
| Сумиёси 1967 г. | 30-59л. | 237                 | 0,8 %                                              | 2,1 %          | 23,6 %                  | 7,2 %                               | 51,5 %              |
| Яда 1967 г.     | 15-29л. | 414                 | 1,2 %                                              | 9,2 %          | 17,4 %                  | 9,7 %                               | 50,2 %              |
| Яда 1967 г.     | 30-59л. | 476                 | 0,2 %                                              | 1,3 %          | 34,2 %                  | 5,3 %                               | 42,0 %              |
| Хинод 1967 г.   | 15-29л. | 198                 | 1,5 %                                              | 13,1 %         | 14,6 %                  | 6,6 %                               | 55,5 %              |
| Хинод 1967 г.   | 30-59л. | 300                 | 4,3 %                                              | 6,3 %          | 14,3 %                  | 5,0 %                               | 56,3 %              |
| Касима 1968 г.  | 15-29л. | 181                 | 3,3 %                                              | 19,3 %         | 11,6 %                  | 11,6 %                              | 49,7 %              |
| Касима 1968 г.  | 30-59л. | 210                 | 1,9 %                                              | 7,1 %          | 11,4 %                  | 7,6 %                               | 61,4 %              |

Как видно, в периоды быстрых темпов экономического роста в посёлках бураку, где до этого времени был довольно небольшой слой наёмных рабочих, а основное население было занято в мелком частном бизнесе, увеличивается слой наёмных рабочих, которые могут иметь стабильную заработную плату. Этой стабилизации трудоустройства также в немалой степени способствовало проведение государственного курса по уравнению «дова». Структура занятости в посёлках бураку приближается к средним показателям по префектурам
.
В нижеследующих материалах видно, что по мере увеличения количества молодых работников в 60-90-е гг. увеличивается количество офисных работников и уменьшается количество занятых в предприятиях ручного труда:
|                     | Административные работники | Административные работники | Работники ручного труда | Работники ручного труда |
| «уравненные» районы | Префектура Осака           | «уравненные» районы        | Префектура Осака        |                         |
| ------------------- | -------------------------- | -------------------------- | ----------------------- | ----------------------- |
| 20-24               | 13,8 %                     | 10,6 %                     | 57,3 %                  | 35,5 %                  |
| 25-29               | 15,2 %                     | 13,4 %                     | 50,4 %                  | 29,1 %                  |
| 30-34               | 11,4 %                     | 12,6 %                     | 53,0 %                  | 31,8 %                  |
| 35-39               | 11,1 %                     | 11,2 %                     | 52,3 %                  | 33,7 %                  |
| 40-44               | 6,9 %                      | 19,6 %                     | 60,8 %                  | 36,0 %                  |
| 45-49               | 6,5 %                      | 9,9 %                      | 63,5 %                  | 36,8 %                  |
| 50-54               | 5,4 %                      | 10,7 %                     | 62,3 %                  | 35,8 %                  |

|       | Общее число занятых | Работа требующая специальных и профессиональных навыков | Административная работа | Работа в сфере торговли | Связь транспорт | Ручной труд |
| ----- | ------------------- | ------------------------------------------------------- | ----------------------- | ----------------------- | --------------- | ----------- |
| 20-29 | 882                 | 19,3 %                                                  | 15,0 %                  | 8,7 %                   | 7,5 %           | 31,9 %      |
| 30-39 | 1137                | 20,0 %                                                  | 10,0 %                  | 6,7 %                   | 12,4 %          | 34,7 %      |
| 40-49 | 975                 | 20,0 %                                                  | 5,5 %                   | 5,1 %                   | 10,6 %          | 40,2 %      |
| 50-59 | 914                 | 17,0 %                                                  | 4,3 %                   | 4,4 %                   | 5,5 %           | 44,1 %      |
| 60-69 | 329                 | 8,2 %                                                   | 2,7 %                   | 5,2 %                   | 1,5 %           | 38,0 %      |

Однако, в связи с этим явлением, в поселениях бураку появился слой людей, имеющих стабильную работу и, соответственно, стабильный заработок. В русле проведения государственных мер «дова» по уравнению районов, в частности, по улучшению жилищных условий, большое количество жителей бураку переехало в специально построенные «улучшенные» дома, которыми, однако, не были довольны люди, имеющие стабильный заработок. Те, кто мог себе это позволить, переехали в другие районы, спасаясь от тесноты застройки и неудовлетворительных жилищных условий. Основная масса этих людей выехала из поселений в 1990-е гг. Однако, «выход» слоя граждан, имеющих стабильный заработок из поселков бураку позволил переехать в эти поселки (на освободившиеся места) слоя нестабильного населения из обычных районов страны, который был привлечен тем, что жилье было новым и почти бесплатным.
В результате, видно, что в конце 1990-х гг. в начале 2000 гг., среди жителей поселков бураку уменьшается количество офисных работников, увеличивается количество работников занятых в предприятиях ручного труда:
|         | Офисные работники | Офисные работники | Работники ручного труда | Работники ручного труда |
| 1990 г. | 2000 г.           | 1990 г.           | 2000 г.                 |                         |
| ------- | ----------------- | ----------------- | ----------------------- | ----------------------- |
| 20-24   | 12,7 %            | 11,3 %            | 41,7 %                  | 36,8 %                  |
| 25-29   | 15,4 %            | 13,8 %            | 37,7 %                  | 40,4 %                  |
| 30-34   | 14,3 %            | 11,9 %            | 36,0 %                  | 42,4 %                  |
| 35-39   | 14,1 %            | 9,7 %             | 37,9 %                  | 37,3 %                  |
| 40-44   | 7,7 %             | 15,5 %            | 45,6 %                  | 32,6 %                  |
| 45-49   | 5,3 %             | 23,6 %            | 49,2 %                  | 35,4 %                  |
| 50-54   | 3,8 %             | 10,7 %            | 53,2 %                  | 37,3 %                  |

То же можно сказать и о процентном соотношении жителей поселков бураку в зависимости от вида найма: если до 1990-х гг. увеличивался процент нанятых по системе пожизненного найма, или нанятых по системе месячной оплаты труда, то с 2000 г. этот процент заметно сокращается:
|         | Доля обычного найма | Доля обычного найма | Доля работающих с помесячной оплатой труда | Доля работающих с помесячной оплатой труда |
| 1990 г. | 2000 г.             | 1990 г.             | 2000 г.                                    |                                            |
| ------- | ------------------- | ------------------- | ------------------------------------------ | ------------------------------------------ |
| 20-24   | 86,3 %              | 66,4 %              | 70,6 %                                     | 58,6 %                                     |
| 25-29   | 93,2 %              | 84,2 %              | 78,8 %                                     | 74,7 %                                     |
| 30-34   | 95,2 %              | 83,2 %              | 85,0 %                                     | 71,7 %                                     |
| 35-39   | 94,4 %              | 85,3 %              | 81,8 %                                     | 71,6 %                                     |
| 40-44   | 92,3 %              | 90,0 %              | 75,1 %                                     | 82,2 %                                     |
| 45-49   | 92,3 %              | 91,7 %              | 70,9 %                                     | 82,4 %                                     |
| 50-54   | 88,7 %              | 87,3 %              | 66,1 %                                     | 69,1 %                                     |

Таким образом, видно, что в результате множества факторов, немаловажным из которых является дискриминация в трудоустройстве и образовании, в настоящий момент система труда в поселениях бураку довольно традиционна: небольшое количество людей, занятых на офисной службе или в других видах стабильного хорошо оплачиваемого труда; большое количество людей, занятых в предприятиях ручного труда, в мелком частном бизнесе. Дискриминация же консервирует эту систему, делая невозможным для многих людей отход от традиционных занятий семьи или своего поселения. Дискриминация в образовании делает невозможным для многих буракуминов получение желаемой профессии, и даже нужного образования для поступления в университет.

### Дискриминация в образовании
Дискриминация в образовании делится на дискриминацию по уже полученному образованию и на дискриминацию, которой можно подвергнуться во время обучения. Дискриминация по полученному образованию проявляется, когда человек подвергается дискриминации по причине того, что у него нет нужного образования. Род занятий, в котором образование является (обязательным) условием, является сравнительно благоприятным с точки зрения стабильности дохода и найма. Полученное образование не берется в расчёт при простой работе, физическом труде, в профессиях и видах работы, связанных с обслуживанием высокотехнологичных предприятий, где наём нестабилен и зарплата низка. Этот вид дискриминации тесно связан с дискриминацией при трудоустройстве и корнями своими уходит во второй вид дискриминации в образовании.
Различия в образовании начались с появлением в Японии обязательного для всех школьного образования в период Мэйдзи: в соответствии с новым законом по всей стране открывались школы. Законодательно устанавливалось, что на каждые четыре деревни (обычно 260 дворов) открывалась одна школа. Однако, в поселениях бураку дворов было меньше, чем в обычном поселении, но при этом в каждой семье было больше детей, чем в среднем по стране.
Дети из посёлков бураку посещали свои отдельные школы вплоть до конца Второй мировой войны; кроме того, работать в них приходилось по большей части буракуминам, потому что люди из обычных поселений отказывались в них преподавать.
Все это вкупе с экономической отсталостью поселений бураку вызывает снижение качества образования и успеваемости учеников в школах. В 1960-е годы менее 30 % буракуминов посещало школу высшего звена. Экономическая отсталость также сказывается на количестве поступающих в высшие учебные заведения.
Начиная с 1969 года Правительством Японии проводились реформы образования, основанные на данных исследований комитета по уравненному образованию «Дова кёику»(яп. 同和教育) от 1965 года.
В результате уже к середине 70-х более 64 % буракуминов имели полное среднее образование, а в среднем по стране этот процент составил 95 %).
По данным Лиги освобождения бураку на 1997 год. Только 11 % буракуминов не умели писать и читать, а в среднем по стране этот процент составил 2 % (более поздних данных нет).
Несмотря на проводимые государством меры в областях улучшения жилищных и экономических условий в посёлках бураку и зафиксированные улучшения уровня жизни, экономические факторы продолжают влиять на образование детей и в настоящее время. По данным Института изучения освобождения бураку за 1991 год вероятность прийти в школу голодным для ребёнка из поселения бураку выше в два раза, чем для ребёнка из обычного поселения, на 15 % выше количество детей-буракуминов получает завтрак каждый день. Кроме того, в связи с тем, что родители многих детей из поселков бураку не имеют даже начального образования, стремление к получению полного школьного образования среди буракуминов ниже, чем среди детей из обычных поселков. К тому же, родители, сами не имея образования не могут помочь своему ребёнку с уроками и часто выступают против образования вообще.
Кроме всего вышеперечисленного на качество образования и успеваемость детей из поселков бураку в школах влияет ещё одно явление: многие буракумины, посещающие обычные школы, подвергаются издевательствам со стороны учеников и учителей. Обычно этот вид дискриминации проявляется в виде прямых оскорблений, неприличных надписей дискриминационного содержания в общественных местах (в уборных, школьных раздевалках, на стульях и партах) и издевательств, что приводит к пропуску занятий объектами дискриминации, и, как следствие, падению успеваемости.
В результате всех указанных выше факторов уже на уровне первых ступеней образования проявляется большой разрыв в уровне успеваемости школьников из поселений бураку и школьников из обычных поселений. Так, по данным Института изучения освобождения бураку за 1991 год, процент детей-буракуминов, не умеющих писать и читать на 11 пунктов выше, чем в среднем по стране, на 8 пунктов выше процент детей, испытывающих серьёзные затруднения с письмом и чтением. С заданиями государственного централизованного теста по японскому языку дети из поселений бураку справляются на 10 % хуже, чем в среднем по стране, максимально же высокий балл набирает всего 14,3 % детей-буракуминов, что почти в два раза ниже (23,5 %), чем в среднем по стране.
На следующем этапе школьного образования (яп. 高等学校) дети могут оставить школу (обязательна только младшая школа). Дети-буракумины пользуются этим правом в два раза чаще, чем их сверстники из обычных районов, по данным Института изучения освобождения бураку за 1995 год. Этот показатель составляет для детей-буракуминов 3,6 % против 1,9 % для обычных районов. Причём с 1969 года, когда началось проведение реформ в данной области, это соотношение не менялось.
Таким образом более 14 % детей из поселений бураку не заканчивают старшую школу по данным за 1991 год.
Что же касается высшего образования, то, хотя процент поступающих в высшие учебные заведения среди выпускников старшей школы из поселений бураку увеличился вдвое с 1960 года, по данным Института изучения освобождения бураку он составил 28, 6 % (на 1999 год). При этом среди учащихся в высших учебных заведениях буракуминов на 18 % меньше, чем выпускников школ из обычных районов, с небольшими отклонениями в Осаке (19,6 %) и Наре (19,9 %) (по данным на 1996 год). Этот процентный показатель не изменялся за последние 15 лет.
В результате проведения преобразований в области школьного и университетского образования, введения образования «дова», деятельности Лиги освобождения бураку произошли заметные изменения: дети-буракумины получили возможность получения не только школьного образования, но и продолжения своего обучения в высших учебных заведениях, что помогает получать им стабильную, высокооплачиваемую работу; в результате проведения образовательных мероприятий силами Лиги и введения в школьную программу курса по правам человека, как школьники, так и взрослые буракумины повысили уровень своих знаний по данной проблеме. Более того, в результате введения образования «дова», многие японцы получают знание о правах человека и о проблеме буракуминов, которая не освещается.

### Дискриминация в брачных отношениях
Случаи выявления дискриминации, проявляющейся в брачных отношениях (обычно при намерении вступить в брак), то случаи их обнародования довольно редки. Довольно затруднительно узнать действительное число фактов дискриминации, и по сравнению с проблемами условий жизни, условий труда, стабильностью жизни и условиями обучения, решение этой проблемы является максимально сложным.
По действующему японскому законодательству брак может быть заключён при обоюдном желании сторон. Однако, даже по имеющимся сведениям, можно с уверенностью сказать, что если брак (имеется в виду брак буракумина и человека из обычного района) будет заключён, несмотря на протест родителей, родственников и знакомых, даже после его заключения стороны будут испытывать давление окружающих. По данным исследований проведённых в Осаке в 2000 г. около 20 % смешанных пар (буракумин и уроженец обычного района) подвергались дискриминации при вступлении в брак. По данным того же исследования около половины браков так и не заключаются, будучи расторгнутыми на стадии помолвки в результате дискриминации
.
Если уже после заключения брака выяснится, что один из пары является буракумином, достаточно большое количество японцев будут готовы расторгнуть брак, или, если такое случилось в семье, будут настаивать на его расторжении. Свидетельством этому может служить закончившееся в ноябре 2001 г. рассмотрение иска, поданного против женщины из поселения бураку её бывшим мужем. Они заключили брак при активном противодействии семьи мужа. В итоге муж изменил своё отношение к жене, и семья стала подавать на женщину в суд один иск за другим. Рассмотрение всех этих дел продолжалось 9 лет и закончилось полной победой женщины
.
Брак с буракумином опасен тем, что он влечет падение статуса всей семьи в глазах местного общества. Такой брак может навлечь дискриминацию или просто плохое отношение со стороны членов общины на всю семью. Кроме того, известно, что экономические и жилищные условия в посёлках бураку хуже, чем в обычных районах, что также влияет на количество смешанных браков. Многие японцы считают, что исследование происхождения возможного супруга является вполне нормальным. Так, по данным исследований общественного мнения в Токусима (яп. 徳島), 10 % респондентов ответили, что это вполне естественно, 19,8 % ответили, что это бессмысленно, но мнение одного человека не изменит ситуацию, и 65,5 % ответили, что это неправильно.
Согласно данным недавних опросов среди молодёжи, 17 % двадцатилетних станут колебаться, стоит ли заключать брак, в случае, если станет известно, что партнёр является выходцем из посёлка бураку. Однако, тот факт, что этот процент в аналогичном опросе 1991 г. составил 32 % а в 1998 г. уже 21 %, говорит об устойчивой тенденции в изменении общественного мнения в стране. Это подтверждается данными этих же опросов, в соответствии с которыми проблемы в том, что брачный партнёр оказался уроженцем посёлка бураку, не видят 35 % респондентов в 2004 г., против 16 % в 1991 г. и 32 % в 1998 г.
|      | совсем не проблема | будут колебаться, но склоняются ко мнению, что не проблема | будут колебаться и скорее всего изменят решение о свадьбе | изменят решение | затруднились с ответом | всего |
| ---- | ------------------ | ---------------------------------------------------------- | --------------------------------------------------------- | --------------- | ---------------------- | ----- |
| 1991 | 16,0 %             | 49,3 %                                                     | 22,5 %                                                    | 9,5 %           | 2,7 %                  | 100   |
| 1998 | 32,1 %             | 43,2 %                                                     | 17,0 %                                                    | 3,5 %           | 4,2 %                  | 100   |
| 2004 | 35,4 %             | 45,7 %                                                     | 14,0 %                                                    | 2,5 %           | 2,5 %                  | 100   |

Если взглянуть на результаты исследования общественного мнения по поводу позиции людей к заключению брака с представителями «уравненных» районов, мнение людей, уже вступивших в брак в случае, если станет известно, что брачный партнёр их ребёнка из «уравненного» района, 7,7 % ответили, что «в случае протеста семьи и родственников брак не будет признан» и 5 % ответили, что «брак не будет признан» — 12,7 % таким образом выразили активный протест; 41 % респондентов выразили пассивный протест, ответив «как родители, мы будем против, но если у ребёнка будет сильное желание — ничего не поделаешь», таким образом протест показывают более половины ответивших — 53,7 %.
|         | Количество респондентов | Я буду уважать желание своих детей | Как родитель я буду против, но если желание ребёнка будет сильным, то ничего не поделаешь | Свадьбы не будет, если семья или другие родственники будут против | Брак не будет признан в любом случае | Затруднились с ответом |
| ------- | ----------------------- | ---------------------------------- | ----------------------------------------------------------------------------------------- | ----------------------------------------------------------------- | ------------------------------------ | ---------------------- |
| 1993 г. | 4080                    | 45,7                               | 41,0                                                                                      | 7,7                                                               | 5,0                                  | 0,6                    |
| 1985 г. | 3060                    | 34,2                               | 46,3                                                                                      | 10,4                                                              | 7,6                                  | 1,6                    |

Количество смешанных браков традиционно было невелико. В предыдущие периоды, особенно в период Эдо они были ограничены законодательно. До окончания второй мировой войны в Японии действовал так называемый закон о похищениях, который заключался в том, что судебному преследованию подвергался супруг-буракумин (в случае смешанного брака), если вдруг открывалось его происхождение. Самым известным использованием этого закона был так называемый инцидент в Такамацу (яп. 高松裁判差別事件) в 1933 г., когда тюремному заключению был подвергнут супруг-буракумин. Тогда, совершенно официально было заявлено о том, что «буракумин, скрывающий своё происхождение, не может связываться с обычными людьми»
.
Это решение суда было признано неконституционным только в 1983 г. и истцу был возмещен моральный ущерб. Закон был лишён силы во время военного переустройства страны.
Однако в настоящее время их количество возрастает. По статистическим данным видно, что с 1950-х гг. уменьшается количество браков типа «буракумин и буракумин» и увеличивается количество «смешанных» браков.
|                 | Общее число | Оба супруга из «уравненного» района | Один из супругов из «уравненного», другой из обычного района | Муж из «уравненного», жена из обычного района | «жена» из «уравненного», муж из обычного района | Оба супруга из обычного района | Затруднились с ответом |
| --------------- | ----------- | ----------------------------------- | ------------------------------------------------------------ | --------------------------------------------- | ----------------------------------------------- | ------------------------------ | ---------------------- |
| Общее число (%) | 4256 100    | 1113 26,2 %                         | 1493 35,1 %                                                  | 877 20,6 %                                    | 616 14,5 %                                      | 1083 25,4 %                    | 567 13,3 %             |
| До 1950         | 302 100     | 140 19,9 %                          | 60 19,9 %                                                    | 32 10,6 %                                     | 28 9,3 %                                        | 63 20,9 %                      | 39 12,9 %              |
| 1951-1960       | 637 100     | 246 38,6 %                          | 149 23,4 %                                                   | 74 11,6 %                                     | 75 11,8 %                                       | 172 27,0 %                     | 70 11,0 %              |
| 1961-1970       | 987 100     | 279 28,3 %                          | 290 29,4 %                                                   | 175 17,7 %                                    | 115 11,7 %                                      | 277 28,1 %                     | 141 14,3 %             |
| 1971-1980       | 775 100     | 198 25,5 %                          | 275 35,5 %                                                   | 164 21,2 %                                    | 111 14,3 %                                      | 208 26,8 %                     | 94 12,1 %              |
| 1981-1990       | 757 100     | 142 18,8 %                          | 331 43,7 %                                                   | 189 25,0 %                                    | 142 18,8 %                                      | 178 23,5 %                     | 106 14,0 %             |
| После 1991 г.   | 705 100     | 86 12,2 %                           | 365 51,8 %                                                   | 229 32,5 %                                    | 136 19,3 %                                      | 156 22,1 %                     | 98 13,9 %              |
| Не определились | 93 100      | 22 23,7 %                           | 23 24,7 %                                                    | 14 15,1 %                                     | 9 9,7 %                                         | 29 31,2 %                      | 19 20,4 %              |

При этом интересно, что количество браков типа «муж из посёлка бураку и жена из обычного посёлка» в среднем в два раза больше, чем браков типа «жена из посёлка бураку и муж из обычного поселения».
Так же интересны данные относительно мнения населения «часто ли встречается дискриминация в брачных отношениях». Так, 33,9 % ответили, что «такое часто происходит», 44,3 % ответили, что «такое бывает иногда». Эти результаты показали, что и в наши дни существует глубоко укоренившееся общественное мнение, что стоит избегать браков с представителями «уравненных» районов.
|                    | Общее количество респондентов | Часто имеет место протест | Протест бывает иногда | Протеста не бывает | Не знаю  | Затруднились с ответом | Всего, считающих, что протест проявляется |
| ------------------ | ----------------------------- | ------------------------- | --------------------- | ------------------ | -------- | ---------------------- | ----------------------------------------- |
| Общее количество % | 4814 100 %                    | 1630 33,9                 | 2131 44,3             | 276 5,7            | 722 15,0 | 55 1,1                 | 3761 78,1                                 |
| Мужчины %          | 2312 100 %                    | 806 34,9                  | 1018 44,0             | 156 6,7            | 309 13,4 | 23 1,0                 | 1824 78,9                                 |
| Женщины %          | 2502 100 %                    | 824 32,9                  | 1113 44,5             | 120 4,8            | 413 16,5 | 32 1,3                 | 1937 77,4                                 |

Что же касается способов осуществления дискриминации в браке, то она осуществляется в большинстве случаев посредством исследований личных данных с помощью частных детективных агентств (в том числе с использованием запрещённых документов, как и в случае с дискриминацией при приёме на работу). При этом семья будет активно противодействовать в период до официального предложения и заключения брака, после же заключения брака уровень противодействия семьи спадает. Однако, при этом, бывают случаи, когда детям приходится уходить из семьи
.

### Другие виды дискриминации
Прочие варианты дискриминационных действий по отношению к буракуминам чаще всего носят анонимный характер. К ним стоит отнести сообщения дискриминационного характера, помещаемые в интернете, письма и открытки, надписи в публичных местах, рядом с местами проживания бураку, телефонные звонки. Неприличные надписи часто делают в укромных местах, таких как туалетные комнаты, но в последнее время возросло количество надписей, которые попадаются на глаза на стенах общественных учреждений, перилах мостов, телеграфных столбах, рекламных щитах. Пишут самые разные вещи: после стандартных простых оскорблений в адрес буракуминов указывают имена конкретных людей и их номера телефонов, приводят конкретные названия городов, раскрывают тех, кто является бураку, а также призывают к нападениям и массовым убийствам.
По данным Института прав человека в Осака за 2002 г. 75,8 % всех сообщений и материалов дискриминационного содержания, опубликованных в сети интернет, можно отнести к области дискриминации буракуминов
.
Для подобных действий чаще всего используются веб-сайт, зарегистрированный в другой стране, или просто анонимные сайты для размещения подобной информации. Чаще всего размещаются оскорбительные высказывания и указания на места проживания бураку, части списков поселений, о которых говорилось выше, имена и фамилии буракуминов; на общедоступных сайтах можно увидеть сообщения следующего содержания: «Обнародуйте сведения о местах проживания бураку и корейцев!», «Где работают бураку?», «что я узнал про Б.». Приводятся примеры названий мест проживания бураку, даются реальные имена артистов и спортсменов, пишется о тех, кто, возможно, является уроженцем бураку. Когда происходит какой-нибудь инцидент, будоражащий общество, эти злоумышленники разводят дебаты, что он связан с бураку
.
Известным примером таких дискриминационных высказываний было обсуждение на форуме сайта «2 канал» (2ちゃんねる) событий лета 2001 г., когда человек ворвался в школу и убил 8 детей; на форуме стали писать, что жертвы эти были буракуминами.
Объектом таких дискриминационных действий может стать как отдельный человек, так и целая организация. По данным министерства Юстиции, количество таких действий увеличилось с 17 зарегистрированных случаев в 1999 г.

до 354 раскрытых случае в 2004 г. (в 2003 г. зарегистрировано примерно столько же)
.
В последнее время большое распространение получают сайты, доступные только с помощью мобильного телефона. На форумах таких сайтов постоянно появляются сообщения дискриминационного содержания. Вероятнее всего такими сайтами чаще всего пользуются школьники и студенты.
Более традиционный способ дискриминационных унижений буракуминов заключается в рассылке анонимных писем или открыток дискриминационного содержания.
С февраля по май 2001 г. в отделения Лиги освобождения бураку в городах Хёго, Ниигата и Тотиги были отправлены письма дискриминационного содержания с указанием имени и адреса отправляющего, в результате расследования стало известно, что в качестве адреса отправителя указывались адреса и имена людей, которые так же подвергались дискриминации
.
Подобный случай произошёл также в Окаяма в ноябре 2001 г.
В январе 2001 г. в результате судебного решения наказанию был подвернут студент университета в Токио, где он отсылал письма дискриминационного содержания студентке того же университета
.
С мая 2003 г. по ноябрь 2004 г. в Токио имел место инцидент с анонимной рассылкой открыток. Всего было отправлено около 400 сообщений на 10 адресов
.
Было проведено расследование и судебное разбирательство, в результате которого виновные понесли наказание.
Ещё одним способом выражения презрения населения к буракуминам являются надписи на стенах, столбах и в публичных местах. Чаще всего они наносятся в местах предположительного проживания буракуминов (если они не живут в посёлке бураку), на месте учёбы или работы.
В школе неприличные надписи могут располагаться на стульях, партах, в раздевалках.
В этом же разделе уместно будет привести примеры надписей дискриминационного характера у мест проживания буракуминов. В 1986 г. в Токио в течение месяца каждый день вокруг дома, где проживали буракумины, расклеивались надписи следующего содержания: «разве не смешно представить, что жители „уравненных“ посёлков, эта и хинины отличные люди!» и подобное. С 1993 г. продолжает наносить граффити дискриминационного содержания против буракуминов вокруг своего дома житель Кисивада в Осака, не прекращая свои действия, несмотря на рекомендации от местных властей
.

## Дискриминация людей с психическими расстройствами
В Японии по отношению к лицам с психическими расстройствами традиционно имеют место сильная стигматизация и дискриминация, приводящие к полной их изоляции от общества. Как правило, психически здоровые члены общества не считали людей с психическими расстройствами равными себе и предпочитали не общаться с ними, не видеть их и не слышать о них, не вступать с ними в брак и не принимать их на работу. Лица с психическими заболеваниями являются позором для семьи, и в том случае, если о наличии в семье душевнобольного родственника знают окружающие, они ограничивают контакты с членами этой семьи, причём такая изоляция может сказываться и на последующих поколениях. Психическое заболевание обычно воспринимается как исключительно наследственное, неизлечимое, недоступное пониманию и опасное.
Обычной ситуацией было содержание многих людей с психическими расстройствами в изоляции: в психиатрических больницах или дома (семьёй человека) в специальных изолированных помещениях. В начале 1980-х годов в японских психиатрических больницах находилось на недобровольной основе около 240 000 пациентов (Etsuro Totsuka, 1990), в то же самое время в Великобритании на недобровольной основе в психиатрических больницах находилось около 7000 человек.
Японский Закон о психической гигиене не предусматривал соблюдения ни одного из прав, гарантированных Конституцией Японии и Международным пактом о гражданских и политических правах. Закон не предусматривал ни независимого судебного рассмотрения при недобровольной госпитализации, ни возможности посещать госпитализированного и как-либо контактировать с ним, ни наличия адвоката и свободного независимого эксперта, ни возможности ознакомиться с тем или иным документом, имеющим отношение к госпитализации, и даже узнать о её причинах.
В газетных статьях, книгах и медицинских журналах публиковались сведения о многочисленных нарушениях прав пациентов психиатрических стационаров. К таким нарушениям относились недобровольное и необоснованное содержание пациентов в больнице без надлежащего лечения; случаи смертей, вызывающих подозрение; предполагаемые злоупотребления методами психохирургии и другими средствами лечения (электросудорожная терапия, лекарственная терапия); пытки и унижающее достоинство обращение; принудительный труд; содержание пациентов в крайне тяжёлых условиях и переполненность палат. Ситуация была наихудшей во многих частных психиатрических клиниках, где владельцы, как правило, больше заботились о своей прибыли, чем о своих пациентах.
В период с 1948 по 1996 год в рамках закона о защите чистоты японской расы были стерилизованы около 25 000 человек с психическими заболеваниями, генетическими болезнями, больные проказой и имеющие различные интеллектуальные нарушения. Предполагается, что около 16 500 из них операция была проведена без их согласия.
Существуют сотни законов и нормативных актов, дискриминирующих душевнобольных. В частности, лицам с психическими расстройствами запрещён был доступ в бассейны, общественные бани, музеи искусства, к историческим памятникам, запрещена возможность участвовать в местных собраниях и т. п. Люди с психическими нарушениями были лишены возможности работать парикмахером, косметологом, поваром, переводчиком, гидом и заниматься многими другими видами профессиональной деятельности. Они не получали пособий по социальному обеспечению, в отличие от лиц с физическими недостатками. Дискриминация касается также права голосовать, права водить машину.
В 1980-х годах широкую огласку получила серия скандалов, наиболее известный из которых произошёл в 1984 году, когда стало известно, что два задержанных пациента были забиты до смерти сотрудниками больницы Хотокукай-Уцуномия. За три года в этой больницы имели место 222 смертей при наличии 1000 койко-мест. Так как тела уже кремировали, невозможно было расследовать все эти случаи.
Кампания, имевшая целью добиться реформы системы психиатрической помощи в Японии, привела к тому, что под возрастающим внутригосударственным и международным давлением японское правительство Японии официально объявило о своём решении внести для защиты прав психически больных поправки в Закон о психической гигиене.
В 1987 и 1995 годах были приняты Закон о психическом здоровье и Закон о психическом здоровье и социальном обеспечении. Закон о психическом здоровье вступил в силу 31 июля 1988 года. Благодаря новому закону, в частности, был введён принцип добровольной госпитализации. Новый закон снял ограничения на такие действия, как отправка и получение писем стационарными больными, встречи с государственными служащими и др. Пациенты получили возможность обращаться в новосозданные при каждой префектуре «психиатрические советы» (Psychiatric Review Boards, PRB), чтобы добиться улучшения лечения или освобождения. Были введены положения о создании учреждений социальной реабилитации, не предусматривавшихся прежним законом.
Новые законы привели к тому, что лечение лиц с психическими расстройствами и уход за ними заметно улучшились. Однако стигма психической болезни, обусловленная длительной историей неприятия таких людей и негуманного обращения с ними, сохранилась, будучи глубоко укоренённой. Сохраняются проблемы с негативным отношением к душевнобольным на уровне общества и государственных институтов.

## Дискриминация этнических корейцев
Комитет ООН по ликвидации расовой дискриминации в своих замечаниях по докладу Японии в 2001 году отмечает: сообщения о насилии против корейцев и неадекватную реакцию властей (§ 14); дискриминацию против корейцев в области образования (§ 16), давление на корейцев, принимающих гражданство Японии, с целью принятия ими японских имен (§ 18). Дискриминацию против корейцев отмечают также Комитет ООН по правам ребёнка и докладчик ООН по расизму и ксенофобии.

## Дискриминация по половому признаку
Комитет ООН по ликвидации дискриминации против женщин в своих замечаниях 2009 года по докладу Японии отмечает дискриминационные положения гражданского кодекса, касающиеся возраста вступления в брак, внебрачных детей и выбора фамилий для супругов (§ 18), отсутствие четкого определения дискриминации против женщин в японском законодательстве (§ 21), распространённость гендерных стереотипов в СМИ и учебниках, сексистские высказывания должностных лиц (§ 29), преследование полового насилия только при заявлении потерпевшей и мягкие санкции за изнасилование (§ 33), нормализацию полового насилия вследствие распространения порнографических видеоигр и анимации (§ 35), малое участие женщин в политической жизни (§ 41), вертикальную и горизонтальную гендерную сегрегацию в профессиональной сфере, большие гендерные различия в заработной плате (§ 45), множественную дискриминацию женщин, принадлежащих к уязвимым группам (§ 51, 53).